# Капрая Изола
Капрая (на италиански: Capraia) е един от островите в тосканския архипелаг, и с името Капрая Изола (на италиански: Capraia Isola) – община в Италия, в региона Тоскана, провинция Ливорно. Площта ѝ е 19 km², а населението – около 400 души (2007).
Общината се намира 64 км югозападно от административния си провинциален център, Ливорно, обаче е само 31 км източно от френския остров Корсика.

## Галерия
- Селище Капрая
- Замък Свети Георги
- Червеният залив
- Кула „Зенобито“
- Морска пещера